# Pôle d'inaccessibilité

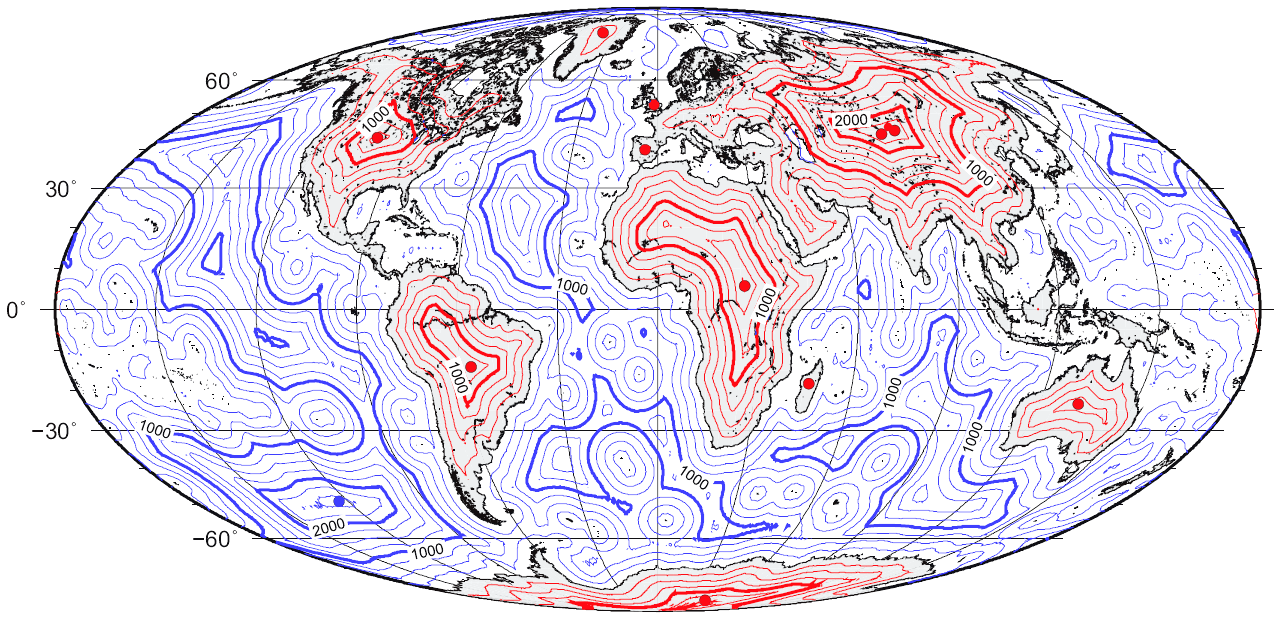
Carte des distances à la plus proche côte (incluant les îles océaniques, mais pas les lacs), les points indiquant les pôles d'inaccessibilité principaux. Les lignes sont écartées de 250 km, les lignes épaisses de 1000 km.

Un pôle d'inaccessibilité est un endroit éloigné au maximum d'un ensemble de caractéristiques géographiques. Construit par analogie avec les pôles géographiques, un pôle d'inaccessibilité ne désigne pas un phénomène physique précis mais une construction géographique.

## Pôle Nord d'inaccessibilité

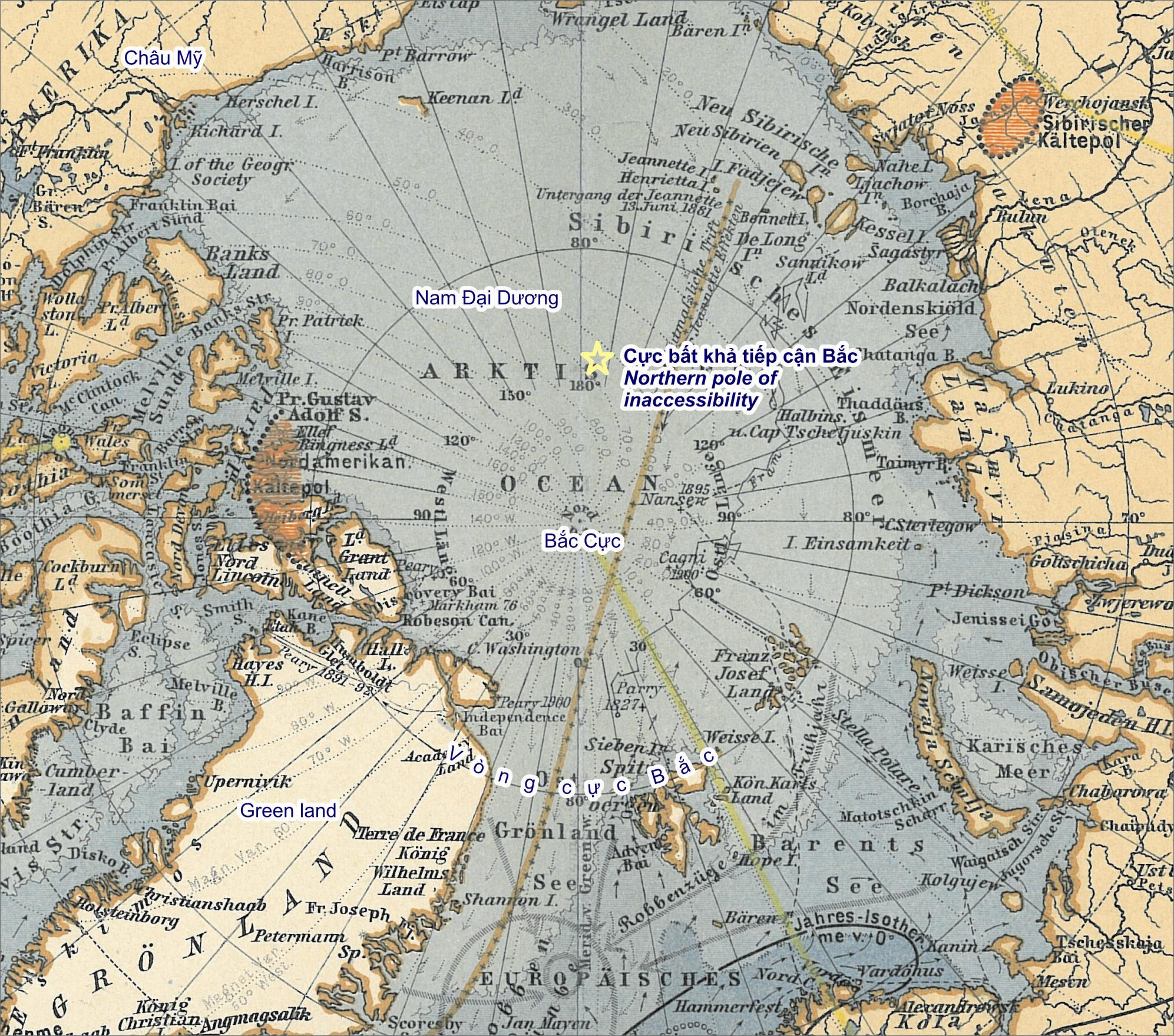
Carte de l'océan Arctique ; le pôle Nord d'inaccessibilité est visible au-dessus du pôle Nord géographique.

Le pôle Nord d'inaccessibilité (85° 49′ N, 175° 49′ E) est le point de l'océan Arctique situé à la plus grande distance de toute terre émergée. Il se trouve à 504 km du pôle Nord  ; les trois terres émergées les plus proches, le cap Richards sur l'Île d'Ellesmere, le cap Arktichevsky sur les Terres du Nord et le cap Melville sur l'île Henrietta, sont distantes de 1 001 km[réf. souhaitée].
En 1927, l’explorateur Hubert Wilkins tente de l’atteindre avec le pilote Carl Ben Eielson, sans toutefois dépasser la latitude de 78° N[réf. souhaitée]. À l’époque, et encore pour de nombreuses années, le pôle d’inaccessibilité englobera une vaste région située entre le pôle géographique et l’Alaska.
L’explorateur anglais Wally Herbert revendique être le premier à l’atteindre lors de sa traversée de l’Arctique entre Point Barrow et le Spitzberg en 1968-69, mais il le situait à 300 kilomètres de sa position actuelle[réf. souhaitée].
Parmi la trentaine de bases dérivantes mises en place par les Soviétiques à partir de 1937, certaines sont passées très près du pôle d’inaccessibilité tel qu’il est maintenant défini, notamment la SP 28[réf. souhaitée].
Un groupe de onze skieurs russes, dirigé par Dmitri Chparo (en) prétend l’avoir atteint le 15 février 1986[réf. souhaitée].
Un Twin-Otter, piloté par Jim Haffey et avec à son bord Frederik Paulsen, René Forsberg et Michael Offermann s’y est posé le 24 avril 2007[réf. souhaitée].

## Pôle Sud d'inaccessibilité
Le pôle Sud d'inaccessibilité est le point du continent Antarctique le plus éloigné de toute côte. Comme il est difficile de mesurer avec précision la côte « solide » du continent à cause de la glace qui le recouvre et du mouvement de celle-ci, plusieurs coordonnées ont été avancées pour ce pôle.

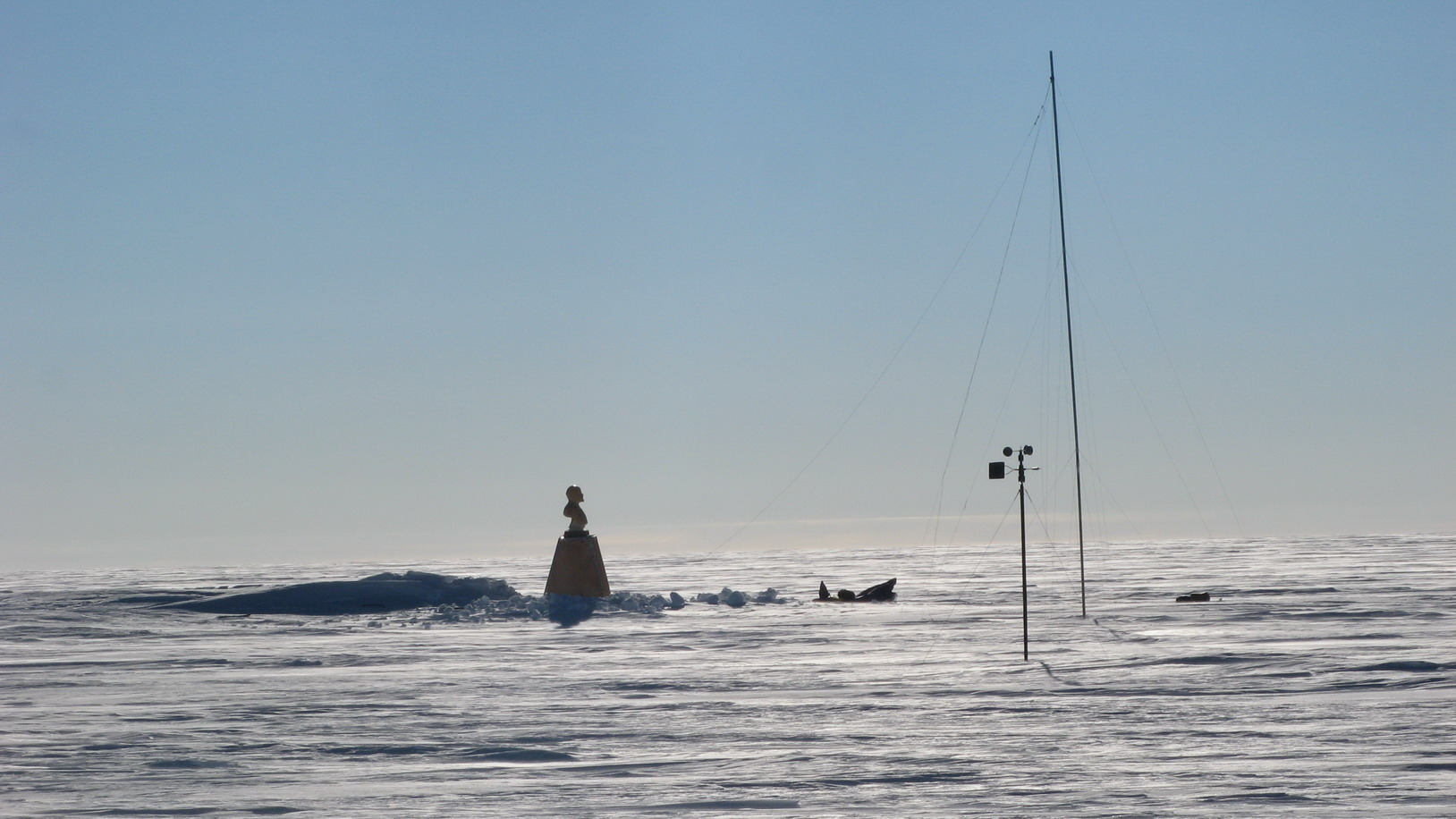
Buste de Lénine sur l'ancienne station soviétique Sovetskaïa, en janvier 2007.

De façon générale, le point le plus couramment référencé correspond à l'ancienne station de recherche soviétique Sovetskaïa (82° 06′ S, 54° 58′ E, d'autres sources indiquant 83° 06′ S, 54° 58′ E), située à 878 km du pôle Sud et à une altitude de 3 718 m. L'un des endroits les plus reculés et les plus inhospitaliers de la Terre, le point fut atteint pour la première fois le 14 décembre 1958 par une expédition soviétique qui y établit la station. Elle fut par la suite abandonnée et il n'en reste plus qu'un édifice, ainsi qu'un buste de Lénine.
En utilisant des critères différents, le Scott Polar Research Institute localise le pôle à 85° 50′ S, 65° 47′ E. Selon le site internet ThePoles.com, si on ne tient compte que de la surface terrestre de l'Antarctique, le point le plus éloigné de la mer est situé par 82° 53′ 14″ S, 55° 04′ 30″ E ; en prenant en compte les calottes glaciaires, il est situé par 83° 50′ 37″ S, 65° 43′ 30″ E. Ce dernier point a été calculé par le British Antarctic Survey.
Le pôle Sud d'inaccessibilité fut atteint par une expédition américaine, quelques années après l'expédition soviétique. Elle avait entre autres comme mission de cartographier le continent. Un chercheur belge de l'université libre de Bruxelles, Edgard Picciotto, les accompagnait. Une autre mission soviétique l'atteint en 1967.
Le 14 décembre 2005, Ramón Larramendi, Juan Manuel Viu et Ignacio Oficialdegui de l'Expédition transantarctique espagnole passèrent par le point déterminé par le British Antarctic Survey à l'aide d'un traîneau tiré par cerf-volant,.
Le 4 décembre 2006, une expédition anglo-canadienne s'est élancée pour rejoindre la station soviétique sans assistance mécanique. Elle l'a atteint le 19 janvier 2007 ; la statue de Lénine y est parfaitement conservée.

## Pôle maritime d'inaccessibilité

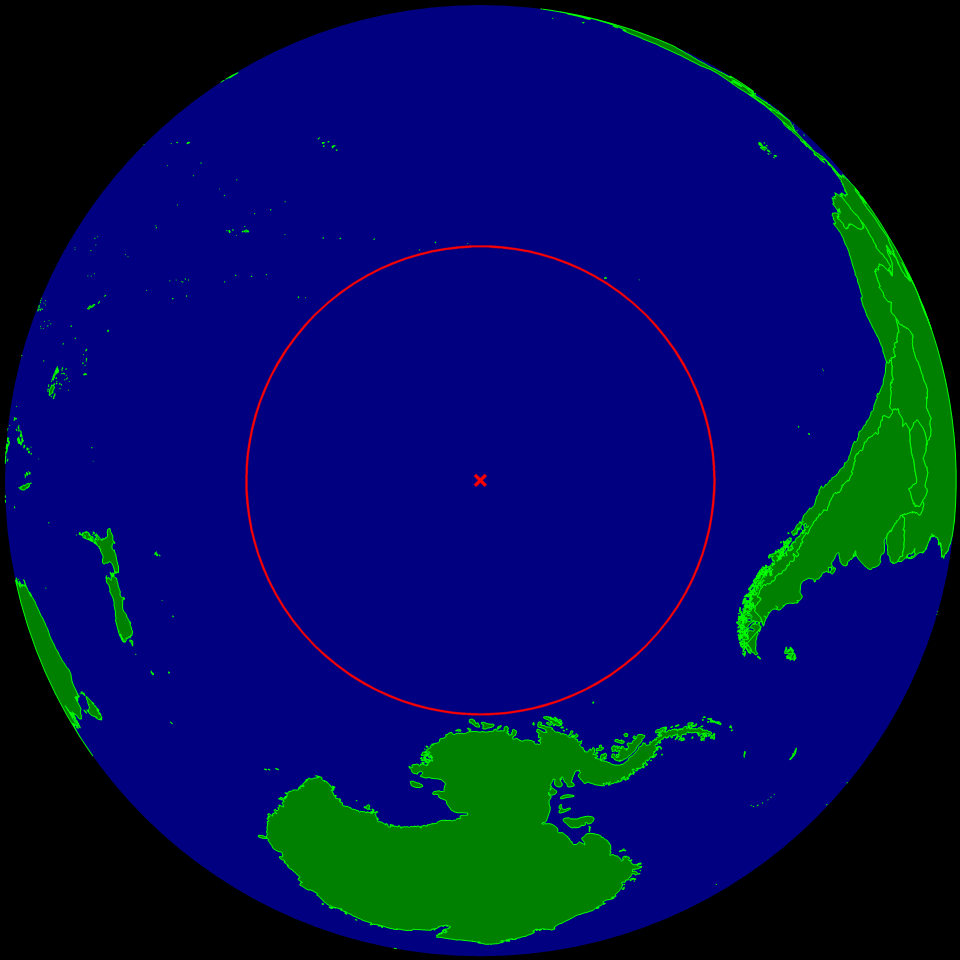
Projection hémisphérique de la Terre, centrée sur le pôle maritime d'inaccessibilité.

Le pôle maritime d'inaccessibilité, ou point Némo (48° 52′ 32″ S, 123° 23′ 33″ O), est le point des océans le plus éloigné de toute terre. Il est situé dans l'océan Pacifique sud, à 2 688 km de l'île Ducie (îles Pitcairn) au nord, de Motu Nui (archipel de l'île de Pâques) au nord-est et de l'île Maher (au large de la terre Marie Byrd, en Antarctique) au sud. L'île Chatham est située plus loin à l'ouest, le sud du Chili à l'est.

## Pôle terrestre d'inaccessibilité

### Monde
Le pôle terrestre d'inaccessibilité est le lieu terrestre le plus éloigné des océans.
Selon certaines sources, il serait situé par 46° 17′ N, 86° 40′ E, au nord-ouest de la Chine, à 2 645 km de la côte la plus proche, à 320 km au nord d'Ürümqi (Xinjiang) dans le désert de Dzoosotoyn Elisen. Les villages les plus proches de ce point sont Hoxtolgay (46° 34′ N, 85° 58′ E), environ 45 km au nord-ouest, Xazgat (46° 20′ N, 86° 22′ E), 20 km à l'ouest, et Suluk (46° 15′ N, 86° 50′ E), 11 km à l'est.
Cependant, ce point omet de considérer le golfe de l'Ob comme zone océanique et une étude publiée en 2007 propose deux autres lieux comme pôles terrestres d'inaccessibilité (à l'incertitude sur la définition des côtes près) : EPIA1 (44° 17′ N, 82° 11′ E) et EPIA2 (45° 17′ N, 88° 08′ E) situés respectivement à 2 510 ± 10 km et 2 514 ± 7 km des océans.

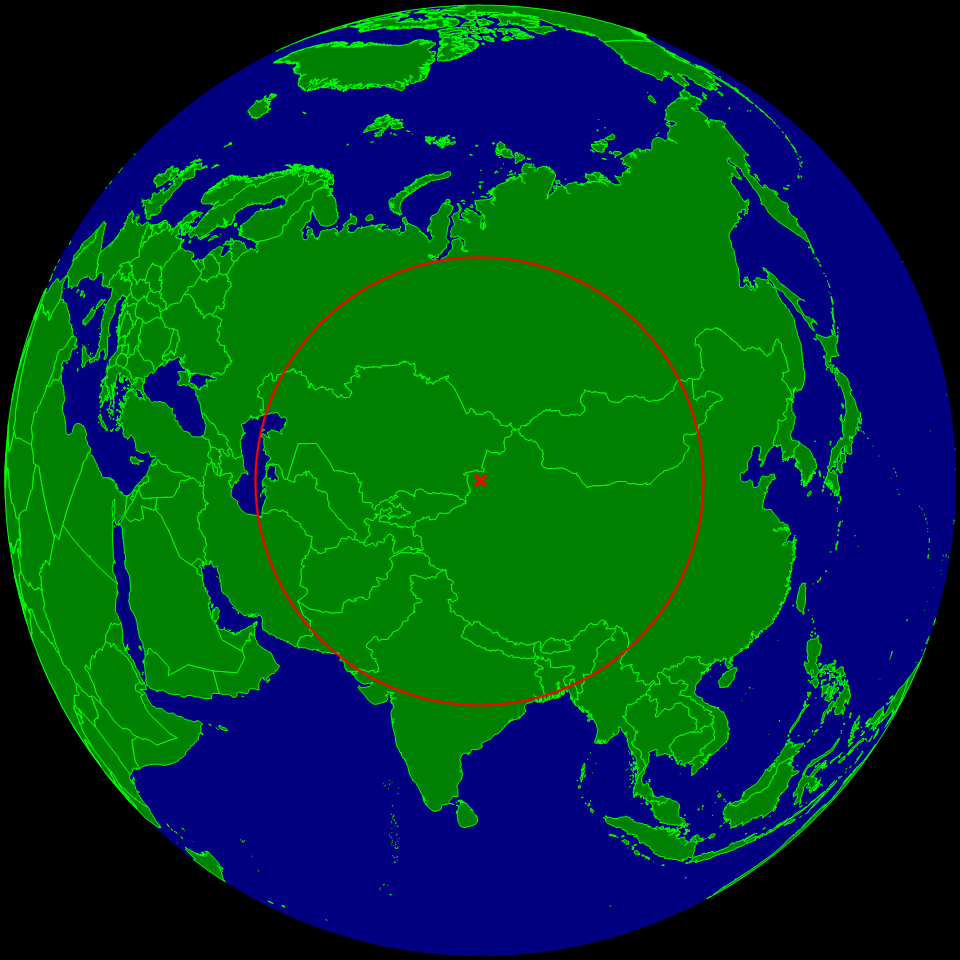
Projection hémisphérique de la Terre, centrée sur le pôle terrestre d'inaccessibilité.

### Afrique
En Afrique, le pôle est situé par 5° 39′ N, 26° 10′ E, à 1 814 km de la côte, près de l'endroit où les frontières de la République centrafricaine, le Soudan du Sud et la République démocratique du Congo se rencontrent, à proximité de la ville d'Obo.

### Amérique du Nord
En Amérique du Nord (et sur la totalité du continent américain, nord et sud), un point similaire serait situé dans le Dakota du Sud (43° 26′ N, 102° 23′ O), à 1 650 km de la côte la plus proche. Une autre source donne 43° 22′ N, 101° 58′ O.

### Amérique du Sud
En Amérique du Sud, le pôle est situé par 14° 03′ S, 56° 51′ O, au Brésil, dans le Mato Grosso. Ce point se situe à 1594 km de la côte la plus proche.

### Australie
En Australie, le pôle pourrait être situé par 23° 02′ S, 132° 10′ E, à 920 km de la côte la plus proche ; la ville la plus proche est Haasts Bluff dans le Territoire du Nord, à 56 km au sud-ouest. Une alternative serait située par 23° 10′ S, 132° 16′ E.